# Llanquihue-Inseln
Die Llanquihue-Inseln (spanisch Grupo Llanquihue, Islas Llanquihue; im Vereinigten Königreich Straggle Islands, übersetzt Verstreute Inseln, in Argentinien Islas Straggle) sind eine Inselgruppe vor der Westküste des Grahamlands auf der Antarktischen Halbinsel. Sie erstrecken sich über 15 km in nördlicher Richtung östlich der Larrouy-Insel. Zu ihnen gehört Dog Island.
Teilnehmer der British Graham Land Expedition (1934–1937) unter der Leitung des australischen Polarforschers John Rymill kartierten sie. Ihr Name, der sich von der chilenischen Provinz Llanquihue ableitet, ist erstmals auf einer chilenischen Landkarte aus dem Jahr 1947 verzeichnet. Ihren im Vereinigten Königreich gültigen deskriptiven Namen erhielten sie am 7. Juli 1959 durch das UK Antarctic Place-Names Committee.